# Agrostis oligoclada
Agrostis oligoclada é uma espécie de gramínea do gênero Agrostis, pertencente à família Poaceae.